# Helgonleden
Helgonleden är en vandringsled och pilgrimsled från Uppsala till Trondheim.
Helgonleden går via Gästrikland och Hälsingland och sedan efter att passerat Kårböle genom Ljusnans dalgång och vidare längs Jämt-Norgevägen till  Nidaros (Trondheim). 
Ledens namn "Helgonleden" kommer av att den är tänkt att gå från Roslagen och Finsta, den troliga födelseorten för Heliga Birgitta, vidare till Uppsala med Sankt Erik, Hälsinglands Sankt Staffan och vidare till Nidaros och Sankt Olof.
Sträckan från Kårböle norrut kallas även Kårböleleden. En annan gren (Kårböleleden 2) går Kårböle - Oxbäcken (en offerbäck) - Klaxåsen - Tavelgrinna (Klövsjö) till Mo.